# GD-ROM
GD-ROM (giga disk read only memory) – rodzaj dysku optycznego używanego przez konsolę Sega Dreamcast oraz system NAOMI i Sega NAOMI 2. Jest on podobny do CD-ROMu, (wykorzystuje tę samą długość czerwonego lasera) z tą różnicą, że dane zapisywane są gęściej, dzięki czemu płyta zawiera 1 GB danych. Format został opracowany przez firmę Yamaha dla Segi. Bardzo podobne rozwiązania zostały użyte w płytach DDCD.

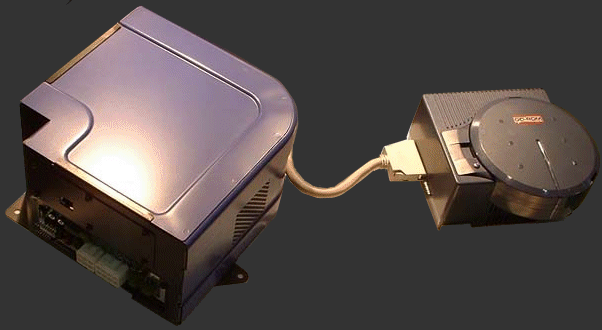
Napęd GD-ROM jako opcja dla systemu Triforce

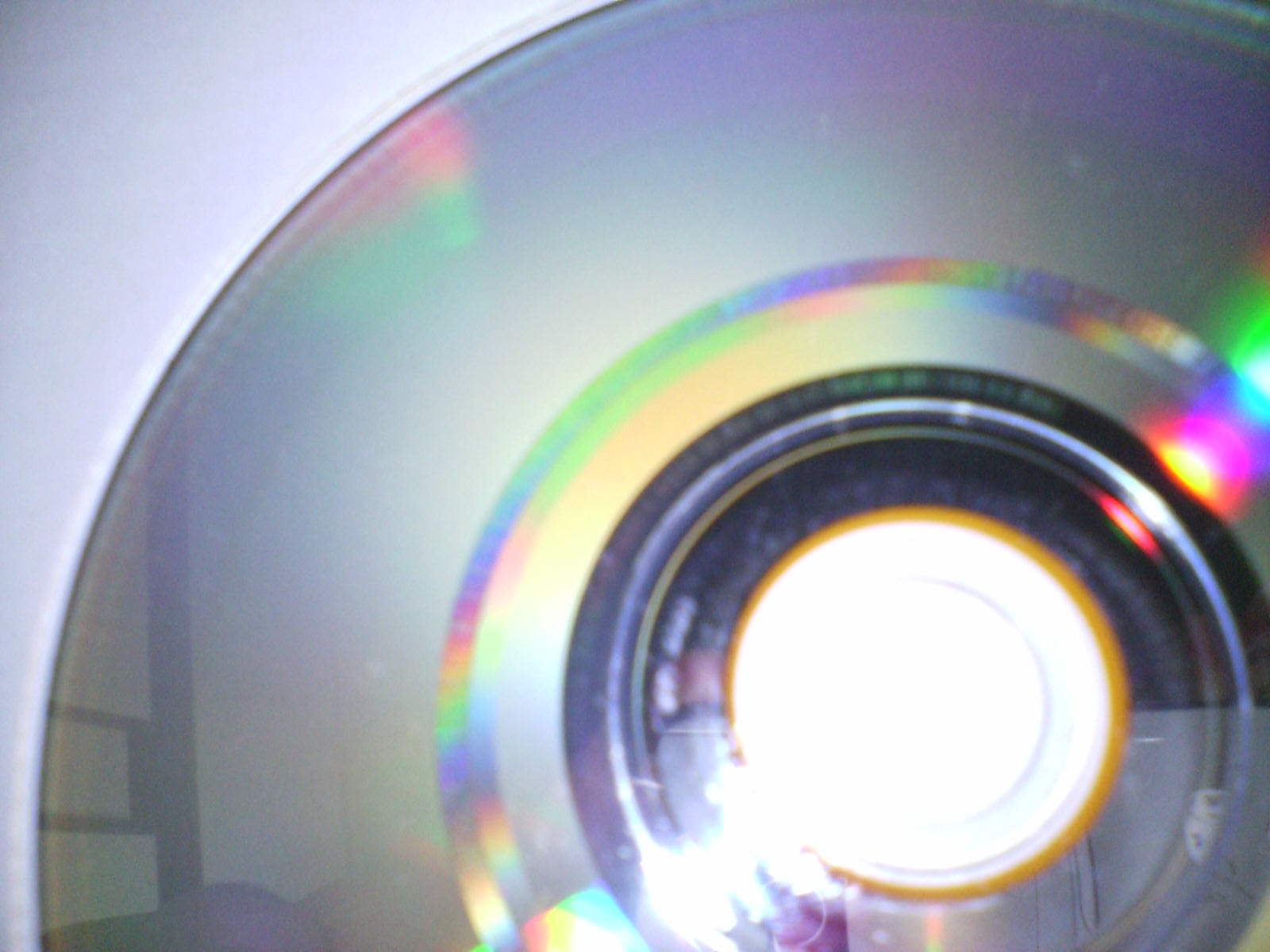
Dysk GD-ROM

## Specyfikacja techniczna
Dysk GD-ROM można podzielić na dwie części: pierwsza część składa się z dwóch sesji (pierwszą jest sesja audio zawierająca dźwiękowe ostrzeżenie w kilku językach, informująca nas, iż jest to płyta GD-ROM a nie zwykła płyta kompaktowa; drugą sesją jest sesja z danymi, która w zależności od gry czy programu może zawierać tapety, pliki z informacjami technicznymi czy opis tworzenia gry), druga część natomiast zawiera pliki wykorzystywane przez grę czy program (rozmiar tejże części to 112 minut i 4 sekundy, a więc prawie 1 GB (dokładnie 1008,600 KB). Danych z drugiej części płyty nie można odczytać korzystając ze zwykłego komputerowego napędu, jednak zostały opracowane różne metody otrzymywania tychże danych, co pozwoliło na kopiowanie gier przeznaczonych dla tej konsoli. Najczęściej używaną było zmodyfikowanie Dreamcasta i połączenie go kablem z komputerem, dzięki czemu konsola sama mogła wysyłać dane na dysk twardy przez interfejs szeregowy.